# 早川敏生
早川 敏生（はやかわ としたか、1935年1月 - ）は、元東邦ガス代表取締役社長。愛知県名古屋市出身。

## 略歴
1958年、名古屋大学経済学部卒業。同年、東邦ガス入社。営業部門、企画部門、専務取締役等を経て、2000年代表取締役社長。社長を退き2004年、代表取締役会長。後任の社長は水野耕太郎専務。2008年佐伯卓常務が新社長に就任するのにともない、会長を退任し、相談役に就任。

## 経歴
- 1958年 - 名古屋大学経済学部卒業
- 1958年 - 東邦ガス入社
- 1983年 - 秘書室長
- 1990年 - 取締役
- 1994年 - 常務取締役
- 1998年 - 専務取締役
- 2000年 - 代表取締役社長
- 2004年 - 代表取締役会長
- 2008年 - 相談役